# Caio Túlio Capitão Pomponiano Plócio Firmo
Caio Túlio Capitão Pomponiano Plócio Firmo (em latim: Gaius Tullius Capito Pomponianus Plotius Firmus), conhecido apenas como Plócio Firmo, foi um senador romano da gente Cornélia nomeado cônsul sufecto para o nundínio de setembro a outubro de 84 com Caio Cornélio Galicano. Era filho de Plócio Firmo e Vestília e foi adotado mais tarde por um certo Túlio Capitão. 

## Carreira
Firmo serviu na Guarda Pretoriana e depois assumiu o comando dos vigiles como prefeito. Ainda durante o breve reinado de Galba, bandeou-se para o lado de Otão. Em 15 de janeiro de 69, quando Galba foi assassinado, Otão nomeou-o prefeito pretoriano. Depois do suicídio de Otão, Firmo foi dispensado por ordem de Vitélio. Em algum momento antes de 81, foi legado da III Augusta. Depois de seu consulado, em 84, foi nomeado procônsul da África em uma data não determinada, no final do reinado de Domiciano ou já no de Nerva.